# サウサンプトン空港
サウサンプトン空港（サウサンプトンくうこう、英語：Southampton Airport）はイングランド・サウサンプトンの北西6.5km離れたイーストリーにある空港。

## 歴史
1990年、ブリティッシュ・エアウェイズ5390便が当空港に緊急着陸している。

## 就航航空会社
- オーリニー・エア・サービス
- イージージェット・スイス (季節運航)
- ボロテア (季節運航)